# Aviré
Aviré är en kommun i departementet Maine-et-Loire i regionen Pays de la Loire i nordvästra Frankrike. Kommunen ligger i kantonen Segré som tillhör arrondissementet Segré. År 2018 hade Aviré 516 invånare.

## Befolkningsutveckling
Antalet invånare i kommunen Aviré
| Referens: INSEE |